# Nowa figuracja
Nowa figuracja (neofiguracja, figuratywizm ekspresyjny) – kierunek w sztuce po II wojnie światowej będący krytyką kondycji egzystencjalnej człowieka i współczesnych mu problemów, wyrażanej głównie poprzez aestetyczne deformacje.

## Charakterystyka
Za umowny początek tego kierunku uważa się wystawę „New Images of Man” zorganizowaną w 1959 w Museum of Modern Art w Nowym Jorku. Termin „Nowa figuracja” (fr. „Nouvelle Figuration”) został użyty po raz pierwszy w 1961 przez francuskiego krytyka Michela Ragona, który promował ów kierunek jako „trzecią drogę” pomiędzy abstrakcją a nowym realizmem Pierre’a Restany’ego. Początkowo termin ten odnosił się tylko do prac programowo i formalnie związanych z pop-artem, z czasem objął wszelkie formy wizualnych działań artystycznych, mających na celu odrodzenie sztuki figuratywnej w Europie i Ameryce w latach 60. XX wieku, po okresie zdominowanym przez abstrakcję.
Cechami Nowej figuracji są ekspresyjność, subiektywizm, atmosfera niepokoju i lęku, pesymizm, katastrofizm. Artyści posługiwali się symbolami, aluzjami, deformacjami i „konwulsyjnymi gestami wyrażającymi tragizm okrucieństwa i śmieszności”. W malarstwie dominowały czerń wraz z ciemnymi odcieniami brązów i błękitów, bądź też ostre kontrasty jaskrawych barw.
W Polsce kierunek ten rozwijał się od połowy lat 60. XX wieku.

## Główni przedstawiciele
|  | - Francis Bacon - Jean Dubuffet - Karel Appel - Rufino Tamayo - Alberto Giacometti - Louis Le Brocquy - Antonio Saura - Bernard Dufour - Pierre Alechinsky - Egill Jacobsen - Jean Fautrier - Graham Sutherland - Willem de Kooning - David Hockney - Leon Golub | - Zygmunt Czyż - Janusz Przybylski - Marek Sapetto - Teresa Pągowska - Maciej Bieniasz - Zbylut Grzywacz - Mira Żelechower-Aleksiun - Wiesław Szamborski - Kinga Nowak - Antoni Fałat |